# Helmer Holmberg
Jonas Helmer Holmberg (i riksdagen kallad Holmberg i Luleå), född 10 oktober 1901 i Östersund, död 16 juli 1979 i Norra Vi, var en svensk tidningsman och politiker (kommunist). 
Helmer Holmberg, som var son till en verkstadsarbetare, gick i yrkesskola i Kiruna 1914–1917 och arbetade därefter på SJ:s verkstäder i Notviken i Luleå 1919–1926. År 1927 började han arbeta som journalist vid Sveriges kommunistiska partis dagstidning Norrskensflamman, vid vars redaktion han kvarstod till 1966. Han var tidningens chefredaktör 1935–1940 och 1944–1956. Parallellt med tidningsarbetet var han periodvis ombudsman på kommunistpartiets Norrbottensdistrikt 1935–1966. 
Han var riksdagsledamot i andra kammaren 1945–1966 för Norrbottens läns valkrets. I riksdagen var det endast under fyra år som han hade ett utskottsuppdrag, nämligen 1945–1948 då han var suppleant i andra lagutskottet. Han var flitigt verksam exempelvis inom sysselsättnings- och regionalpolitik, och föreslog bland annat åtgärder för att motverka arbetskraftsinvandring till Sverige.
Helmer Holmberg är gravsatt i Krematorielunden i Norrköping.